# Малая Русь (сборник)
«Ма́лая Русь» — периодический сборник, издаваемый в Киеве в 1918 году под редакцией общественного деятеля и публициста Василия Шульгина. Всего издано 3 номера. Авторами сборника являлся ряд крупных историков и публицистов своего времени. Освещал украинский вопрос с позиций русского национализма и сторонников трактовки Украины как Малой Руси.

## История

### Создание

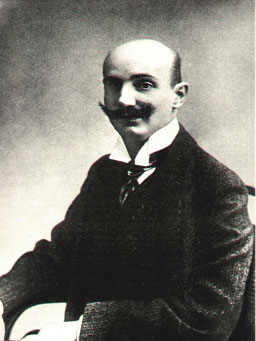
Главный редактор сборника Василий Шульгин

Ещё летом 1917 года Василий Шульгин и его единомышленники повели борьбу с «украинцами-самостийниками» — сторонниками независимости Украины. В распоряжении Шульгина и его группы был единственный печатный орган — газета «Киевлянин». В связи с этим где-то в конце 1917 года было решено выпустить специализированное издание, которое позволило бы более чётко изложить позицию в «украинском вопросе» «богдановцев» — так Шульгин называл своих сторонников, держащихся принципов единения Украины с Россией. Кому именно принадлежала идея издания журнала, неясно.
Первоначально Василием Шульгиным планировалось издание в Киеве ежемесячного журнала, но затем формат издания был преобразован и журнал стал периодическим сборником. Его издателем выступило «Паевое товарищество». Заявленной целью издания была не пропаганда, а просветительство — «научно-историческая защита культурно-национального единства русского народа и русской культуры в Малороссии» и, таким образом, направленной против украинского сепаратизма.
На протяжении 1918 года, до отъезда Шульгина на Дон, было выпущено три сборника. Выпуск сборников осложнялся общей обстановкой гражданской войны на Украине — так, заняв Киев 27 января 1918 года, красноармейцы разграбили редакцию и контору «Малой Руси», причём забрали не только деньги, но и редакционные материалы.

### Первый выпуск
В первом (основном) выпуске, который был подготовлен к печати к середине января 1918 года, но из-за захвата Киева большевиками смог появиться уже после восстановления власти Центральной рады, содержались статьи по общим вопросам определения и использования понятия Малой Руси, географии и экономики Южной России. В программной статье Шульгин писал: «…мы объявили себя „суверенной державой“ и этой пустозвонной фразой лишили наш народ огромного земельного запаса на Востоке, который был в его распоряжении. И это в то время, когда с Запада мы широко открыли двери „культуртрегерам“, которые будут жестоко теснить нас на „свободной, независимой, суверенной Украине“! Вот плоды беспросветного невежества… Да будет же свет над тёмным, обманутым, народом, — да будет свет над несчастной, заблудившейся, преданной на горе и унижение Малой Русью».
«Энциклопедия истории Украины» в 6 т. так определяет важнейшие статьи первого (основного) выпуска сборника:
- Шульгин В. В. Малая Русь // Ред. В. Шульгин. Малая Русь. : сборник. — Киев: Паевое товарищество, 1918. — Вып. 1. — С. 3-8.
- Стороженко А. В. Малая Россия или Украина? // Ред. В. Шульгин. Малая Русь. : сборник. — Киев: Паевое товарищество, 1918. — Вып. 1. — С. 8-19.
- Савенко А. И. Наше национальное имя // Ред. В. Шульгин. Малая Русь. : сборник. — Киев: Паевое товарищество, 1918. — Вып. 1. — С. 20-32.
- Щеглов Б. К вопросу о национальном имени Южной Руси // Ред. В. Шульгин. Малая Русь. : сборник. — Киев: Паевое товарищество, 1918. — Вып. 1.
- Билимович А. Д. Очерки хозяйственной географии Южной Руси // Ред. В. Шульгин. Малая Русь. : сборник. — Киев: Паевое товарищество, 1918. — Вып. 1.

### Второй выпуск
Второй выпуск оказался тематическим и был посвящён жертвам большевиков в Киеве (тематическое название этого сборника: «Война украинцев с большевиками: 1 ноября 1917 — 17 февраля 1918»). В нём также были опубликованы воспоминания секретаря Шульгина Дарьи Васильевны Данилевской о пережитой ею ночи накануне захвата города большевиками.

### Третий выпуск
Третий выпуск также продолжал украинскую тему и содержал статьи Василия Шульгина, Александра Билимовича, Дмитрия Скрынченко, А. Г. Москвича «Несколько слов о выборах в Украинское Учредительное Собрание», С. Г. Грушевского «Национальный состав населения г. Киева», Ивана Линниченко.